# Snowflake (インターネット企業)
Snowflake Inc.（スノーフレイク）は、アメリカ合衆国のクラウドデータウェアハウスサービスを提供する企業である。モンタナ州ボーズマンに本社を置き、高速かつ高並列処理に対応したSaaSベースのデータウェアハウスソリューションを提供している。同社のサービスはAmazon Web Services、Microsoft Azure、Google Cloud Platformの各クラウドプラットフォーム上で動作する。2024年11月時点で、同社はForbes Global 2000の800社以上を含む10,618社の顧客を持ち、プラットフォーム全体で1日に42億件のクエリを処理している。

## 歴史
2012年7月、カリフォルニア州サンマテオでブノワ・ダージュヴィル、ティエリー・クルアネス、マルチン・ジュコフスキーによって設立された。
ダージュヴィルとクルアネスは以前オラクルでデータアーキテクトとして働いており、ジュコフスキーはVectorwiseの共同創業者だった。サッターヒル・ベンチャーズのベンチャーキャピタリスト、マイク・スパイサーが初代CEOを務めた。
2014年6月、マイクロソフト出身のボブ・ムグリアがCEOに就任した。2014年10月、Snowflakeはステルスモード（非公開の開発段階）を終了し、この時点で80の組織が同社のサービスを利用していた。
2014年からAmazon Web Services上で、2018年からMicrosoft Azure上で、2019年からGoogle Cloud Platform上でサービスを提供している。2015年6月、同社は初の製品であるクラウドデータウェアハウスをリリースした。
2019年5月、元ServiceNow CEOのフランク・スルートマンがSnowflakeのCEOに就任した。同年6月、同社はSnowflake Data Exchange（データ共有・交換プラットフォーム）の提供を開始した。2021年5月には本社機能をカリフォルニア州からモンタナ州ボーズマンに移転した。
2022年3月にStreamlitを8億ドルで買収。同買収により、Snowflakeはデータアプリケーションの開発をより簡単にし、データサイエンティストや開発者が迅速にインタラクティブなアプリを構築できるよう支援することを目指した。
2024年2月28日、フランク・スルートマンがCEOを退任し、Neevaの共同創業者であるスリダー・ラマスワミーが後任となった。